# Clement Dorsey
Clement Dorsey (ur. 1778, zm. 6 sierpnia 1848) – amerykański prawnik i polityk. W latach 1825–1831 przez trzy kadencje Kongresu Stanów Zjednoczonych był przedstawicielem pierwszego okręgu wyborczego w stanie Maryland w Izbie Reprezentantów Stanów Zjednoczonych.